# 415 Palatia
415 Palatia este un asteroid din centura principală, descoperit pe 7 februarie 1896, de Max Wolf.